# محوطه دره یابو ۳
محوطه دره یابو ۳ مربوط به عصر آهن - دوره اشکانیان است و در شهرستان گیلانغرب، بخش گواور، دهستان حیدریه، ۳/۸ کیلومتری شمال غربی روستای ژاومرگ واقع شده و این اثر در تاریخ ۲۶ اسفند ۱۳۸۷ با شمارهٔ ثبت ۲۵۳۹۵ به‌عنوان یکی از آثار ملی ایران به ثبت رسیده است.